# Щур на підносі
«Щур на підносі» (рос. Крыса на подносе) — радянський короткометражний сатиричний художній фільм, знятий режисером Андрієм Тутишкіним в 1963 році за мотивами оповідань Аркадія Аверченка.

## Сюжет
1963 рік. У газеті «Правда» опубліковано фейлетон «Щур на підносі», що висміює формалізм і абстракціонізм в мистецтві. З'ясовується, що це — передрук розповіді Аркадія Аверченка з журналу «Сатирикон» півстолітньої давності.
1913 рік. Прийшовши на виставку «нового мистецтва» відвідувач, побачивши там речі-експонати (примітивна мазня замість картин, скульптури з консервних бляшанок і прикріплений на підносі дохлий щур як «цвях програми») вирішує провчити їх творців. Він знайомиться з двома художниками з цієї виставки, купує ряд їх «творів» і запрошує до себе додому, щоб «ушанувати». При цьому він попереджає, що деякі порядки в його будинку можуть здатися відвідувачам трохи оригінальними; але ті заперечують, що належать до провісників нового мистецтва і незвичайними речами їх не здивуєш. За кадром залишається те, що після виставки він подзвонив до себе додому і попросив вже бувалих там гостей приготуватися до зустрічі.
Вдома з'ясовується, що «вшанування» буде включати в себе вимазування шанованих у варення і посипання їх конфетті, а також частування салатом зі шпалерних квіточок і рубаних зубних щіток, яке треба запивати свинцевою примочкою. Заперечення художників, не готових до подібного, парируватиметься міркуванням «Всякий живе як хоче: ви малюєте п'ятиногих синіх свиней, а тепер моя черга». Рятуються горе-художники тим, що, стоячи на колінах, просять вибачення і обіцяють надалі подібних «творів» не створювати.

## У ролях
- Микола Гриценко — господар
- Василь Нещипленко — друг господаря
- Володимир Климентьєв — художник-абстракціоніст
- Леонід Куравльов — художник-абстракціоніст, авторка картини «Сутінки насущного»
- Федір Нікітін — батько
- Герман Качин — художник-абстракціоніст
- Зоя Василькова — відвідувачка виставки
- Єлизавета Нікіщихіна — відвідувачка виставки
- Фелікс Яворський — молода людина
- Ігор Сретенський — гість
- Георгій Георгіу — гість
- Олександр Смирнов — гість
- Ян Янакієв — гість
- Микола Бармін — гість
- Андрій Тутишкін — відвідувач виставки в пенсне

## Знімальна група
- Режисер і сценарист — Андрій Тутишкін
- Оператор — Петро Терпсіхоров
- Композитор — Геннадій Савельєв
- Художник — Тамара Антонова